# Unadilla (Georgia)
Unadilla es una ciudad situada en el condado de Dooly, Georgia, Estados Unidos. Tiene una población estimada, a mediados de 2023, de 3169 habitantes.

## Geografía
La localidad está ubicada en las coordenadas 32°15′26″N 83°44′09″O / 32.25722, -83.73583 (32.257284, -83.735898). Según la Oficina del Censo, tiene una superficie total de 15.75 km², de los cuales 15.65 km² corresponden a tierra firme y 0.10 km² están cubiertos de agua.

## Demografía

### Censo de 2020
Según el censo de 2020, en ese momento la localidad tenía una población de 3118 habitantes. La densidad de población era de 199.23 hab./km².
| Raza                   | Núm. | Porc.   |
| ---------------------- | ---- | ------- |
| Afroamericanos         | 2034 | 65.23%  |
| Blancos                | 864  | 27.71%  |
| Amerindios             | 7    | 0.22%   |
| Asiáticos              | 8    | 0.26%   |
| De otras razas         | 133  | 4.27%   |
| De una mezcla de razas | 72   | 2.31%   |
| Total                  | 3118 | 100.00% |

Del total de la población, el 6.67% eran hispanos o latinos de cualquier raza.

### Estimación 2018-2022
De acuerdo con la estimación 2018-2022 de la Oficina del Censo, los ingresos medios de los hogares de la localidad son de $40,250 y los ingresos medios de las familias son de $65,486.